# Ludwik Misky
Ludwik Misky właśc. Ludwik de Delney Misky (ur. 16 stycznia 1884 w Nowym Sączu, zm. 1 lutego 1938 w Krakowie) – polski malarz. 

## Życiorys
Pochodził z rodziny o węgierskich korzeniach osiadłej w Małopolsce. Był synem Ludwika i Wiktorii z Polityńskich,  bratem Wiktora (1890–1950). W 1902 zdał egzamin dojrzałości w C. K. Gimnazjum św. Jacka w Krakowie. Studiował malarstwo w krakowskiej Akademii Sztuk Pięknych w latach 1902–1910. Jego profesorami byli: Florian Cynk, Leon Wyczółkowski, Józef Pankiewicz, Józef Mehoffer. Równocześnie był studentem Wydziału Filozofii i Historii Sztuki na Uniwersytecie Jagiellońskim. Następnie studiował muzealnictwo w Paryżu, Dreźnie, Lipsku, Berlinie i Wiedniu. Do Krakowa powrócił w 1907, podjął pracę nauczyciela rysunku, a w późniejszych latach został inspektorem szkolnictwa i wizytatorem. Od 1925 był naczelnikiem Wydziału Szkół Zawodowych Województw Południowych w Krakowie. W 1927 został pracownikiem Kuratorium Krakowskiego Okręgu Szkolnego, publikował artykuły dotyczące nauczania rysunku, był również autorem podręczników związanych metodyką nauczania i organizacji szkolnictwa dla nauczycieli. Był członkiem Cechu Artystów Plastyków „Jednoróg”. Z dniem 16 listopada 1925 jako wizytator szkół i p.o. naczelnika wydziału w Kuratorium Okręgu Szkolnego Lwowskiego został przeniesiony na równorzędne stanowisko do Kuratorium Okręgu Szkolnego Krakowskiego.
Od 10 lutego 1917 był mężem Olgi Łodzia-Michalskiej (1893–1964).

Zmarł 1 lutego 1938 w Krakowie. Został pochowany na cmentarzu Rakowickim (kwatera PAS 44-zach-po lewej Surówków).

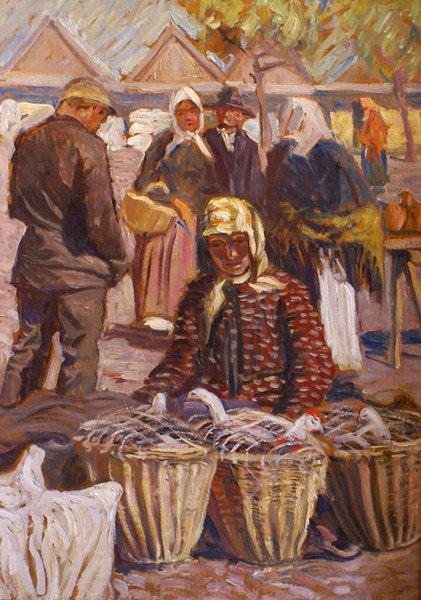
Galicyjski targ (1900)

## Twórczość
Malował pejzaże, portrety oraz martwą naturę. Był również grafikiem uprawiającym wszystkie techniki metalowe i drzeworyt. Był autorem kilku ekslibrisów i kilimów. Największy zbiór prac artysty znajduje się w Dworku Emila Zegadłowicza w Gorzeniu Górnym.

## Najważniejsze dzieła
- Potok w śniegu, 1905, ol., Muzeum Narodowe w Krakowie
- Pejzaż tatrzański, ok. 1915, ol., Muzeum Narodowe w Krakowie
- Park Stryjski we Lwowie, ok. 1915, ol., Muzeum Narodowe w Krakowie
- Portret Macieja Szukiewicza, 1919, ol., Muzeum Narodowe w Krakowie - Dom Jana Matejki
- Łódka, ok. 1930, ol., Muzeum Narodowe w Krakowie

## Ordery i odznaczenia
- Złoty Krzyż Zasługi (11 listopada 1936)[5]